# Jan Hirt
Jan Hirt (Třebíč, 21 de enero de 1991) es un ciclista profesional checo que desde 2025 corre para el equipo Israel-Premier Tech.

## Palmarés
2013
- 1 etapa del Tour de Azerbaiyán

2014
- 1 etapa del Tour de la República Checa

2016
- Vuelta a Austria, más 1 etapa

2022
- Tour de Omán, más 1 etapa
- 1 etapa del Giro de Italia

## Resultados en Grandes Vueltas y Campeonatos del Mundo
| Carrera         | Carrera         | 2013 | 2014 | 2015 | 2016 | 2017 | 2018 | 2019 | 2020 | 2021 | 2022 | 2023 | 2024 | 2025 |
| --------------- | --------------- | ---- | ---- | ---- | ---- | ---- | ---- | ---- | ---- | ---- | ---- | ---- | ---- | ---- |
|                 | Giro de Italia  | —    | —    | —    | —    | 12.º | 46.º | 27.º | —    | 26.º | 6.º  | Ab.  | 8.º  | Ab.  |
|                 | Tour de Francia | —    | —    | —    | —    | —    | —    | —    | 67.º | —    | —    | —    | 67.º | —    |
|                 | Vuelta a España | —    | —    | —    | —    | —    | 74.º | —    | 56.º | 28.º | Ab.  | 59.º | —    | —    |
| Mundial en Ruta | Mundial en Ruta | —    | —    | —    | —    | —    | 17.º | —    | 59.º | —    | Ab.  | —    | —    | —    |

—: no participa

Ab.: abandono

## Equipos
- Leopard-Trek Continental Team stagiaire[1] (2012)
- Leopard-Trek Continental Team (2013)
- Etixx (2014)
- CCC Sprandi Polkowice (2015-2017)
- Astana Pro Team (2018-2019)
- CCC Team (2020)
- Intermarché-Wanty-Gobert Matériaux[2] (2021-2022)
- Soudal Quick-Step[3] (2023-2024)
- Israel-Premier Tech (2025-)